# حارة قرية صرف (صنعاء)
حارة قرية صرف هي إحدى حارات حي صرف بمديرية شعوب إحد مديريات العاصمة اليمنية صنعاء، بلغ تعداد سكانها 662 نسمة حسب تعداد اليمن لعام 2004.